# Carl Auer von Welsbach
Carl Auer von Welsbach (ur. 1 września 1858 w Wiedniu, zm. 4 sierpnia 1929 w Mölbling) – chemik i wynalazca austriacki, 1883 profesor uniwersytetu w Wiedniu.
Prowadził badania pierwiastków ziem rzadkich. W 1885 rozdzielił dydym na pierwiastki prazeodym i neodym.
W 1907 r., w tym samym czasie co Georges Urbain, ale niezależnie od niego i inną metodą, rozdzielił ówczesny „iterb” (odkryty w 1878 r. przez Jeana Charles'a de Marignaca) na właściwe pierwiastki, które nazwał aldebaranium i cassiopeium. Ostatecznie nadano im nazwy odpowiednio iterb i lutet. Odkrył luminescencję związków ceru i innych lantanowców w wysokich temperaturach.
Tzw. koszulki Auera wynalezione w 1892 zawierające po wyżarzeniu dwutlenek toru, ThO2 (99%), i dwutlenek ceru, CeO2 (1%), w płomieniu gazowo-powietrznym dają intensywne białe światło.